# Beameromyia silvacola
Beameromyia silvacola là một loài ruồi trong họ Asilidae. Beameromyia silvacola được Martin miêu tả năm 1957. Loài này phân bố ở vùng Tân Bắc giới.